# Dionysus
Dionysus (Дионис) е деветият студиен албум на британско-австралийската група Дед Кен Денс, официално издаден на 2 ноември 2018 г. от PIAS Recordings, шест години след последния албум на групата Anastasis. Обложката на албума включва черепна маска, направена от уичолите от Мексико. Дионис е древногръцкият бог на виното и религиозния екстаз.

## Песни
| No.           | Заглавие                        | Старт на      | Дължина |
| ------------- | ------------------------------- | ------------- | ------- |
| 1.            | Act I – Sea Borne               | 0:00          | 6:44    |
| 2.            | Act I – Liberator of Minds      | 6:44          | 5:20    |
| 3.            | Act I – Dance of the Bacchantes | 12:04         | 4:35    |
| 4.            | Act II – The Mountain           | 0:00          | 5:34    |
| 5.            | Act II – The Invocation         | 5:34          | 4:56    |
| 6.            | Act II – The Forest             | 10:30         | 5:04    |
| 7.            | Act II – Psychopomp             | 15:34         | 3:53    |
| Обща дължина: | Обща дължина:                   | Обща дължина: | 36:06   |

На всички физически версии са посочени само две песни: Act I и Act II.

## Състав
Дед Кен Денс
- Брендан Пери – вокали, инструменти, фотография на корицата и дизайн
- Лиса Джерард – вокали, инструменти

Други
- Джоф Пеш – мастъринг
- DLT – оформление

|  | Тази страница частично или изцяло представлява превод на страницата Dionysus (album) в Уикипедия на английски. Оригиналният текст, както и този превод, са защитени от Лиценза „Криейтив Комънс – Признание – Споделяне на споделеното“, а за съдържание, създадено преди юни 2009 година – от Лиценза за свободна документация на ГНУ. Прегледайте историята на редакциите на оригиналната страница, както и на преводната страница, за да видите списъка на съавторите. ВАЖНО: Този шаблон се отнася единствено до авторските права върху съдържанието на статията. Добавянето му не отменя изискването да се посочват конкретни източници на твърденията, които да бъдат благонадеждни. |